# Zosterops brunneus
El anteojitos de Fernando Póo (Zosterops brunneus) es una especie de ave paseriforme de la familia Zosteropidae. Anteriormente se clasificaba en el género Speirops.

## Distribución geográfica
Es endémica de Bioko (Fernando Póo) (Guinea Ecuatorial). Sus hábitats naturales son los bosques húmedos de montaña y manglares tropicales; actualmente se encuentra amenazada debido a su destrucción.